# Saint-Genix-les-Villages
Saint-Genix-les-Villages is een fusiegemeente (commune nouvelle) in het Franse departement Savoie (regio Auvergne-Rhône-Alpes). De plaats maakt deel uit van het arrondissement Chambéry. Saint-Genix-les-Villages is op 1 januari 2019 ontstaan door de fusie van de gemeenten Gresin, Saint-Genix-sur-Guiers en Saint-Maurice-de-Rotherens. De gemeente telde 3.028 inwoners op 1 januari 2022.

## Geografie
De oppervlakte van Saint-Genix-les-Villages bedroeg op 1 januari 2022 25,45 vierkante kilometer; de bevolkingsdichtheid was toen 119 inwoners per km².

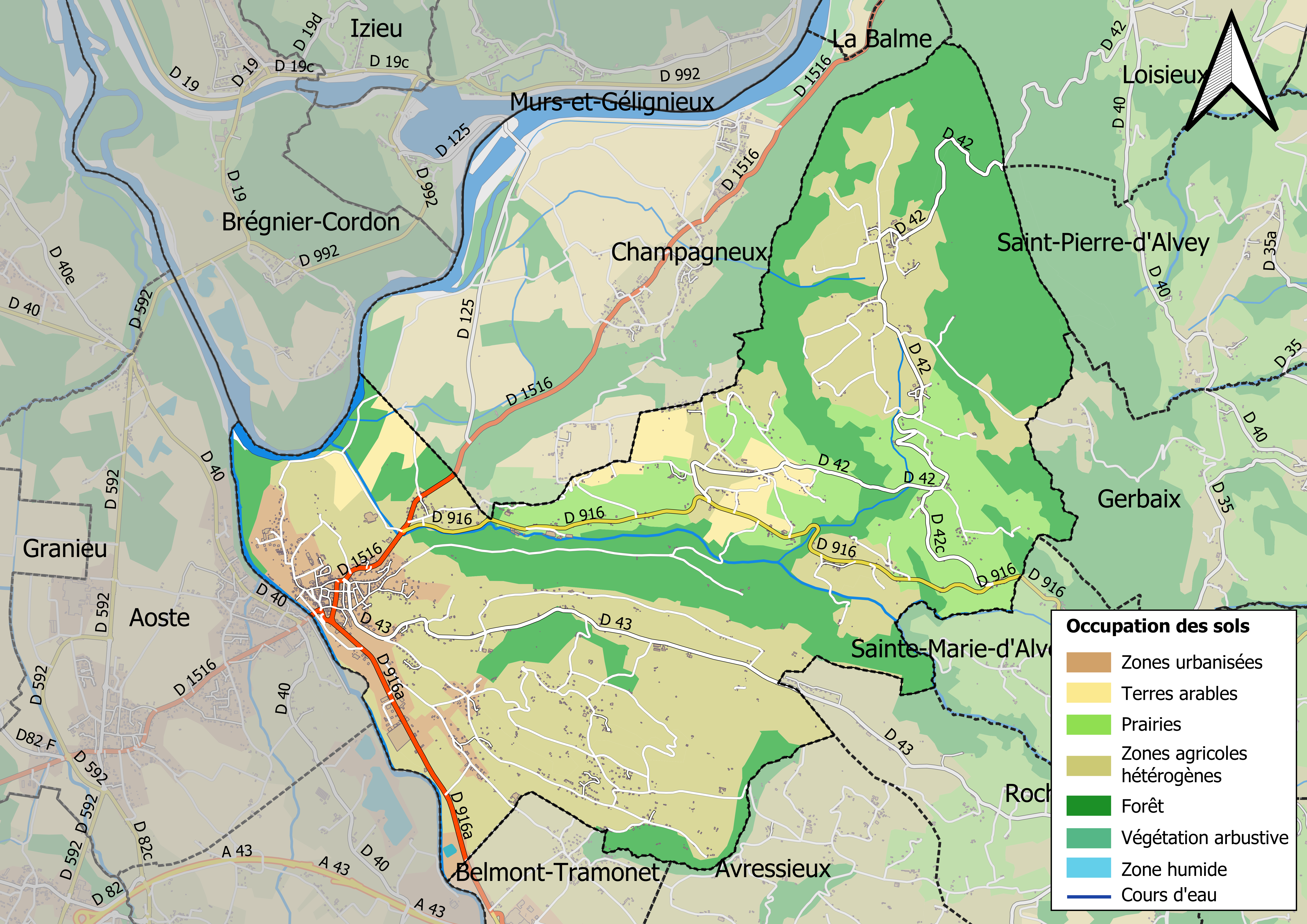
Kaart van de gemeente met de belangrijkste infrastructuur, bodemgebruik en omliggende gemeenten